# Scania-Higer A30
Scania-Higer A30 – autobus międzymiastowy i szkolny produkowany w kooperacji koncernu Scania i Higer Bus

## Historia
Model A30 jest owocem kooperacji zawiązanej przez szwedzką Scanię i chiński Higer Bus w 2006/2007 r. Szwedzi dostarczali podwozia do zakładów Higer w Suzhou, gdzie dokonywano montażu nadwozia lokalnie oferowanego modelu KLQ6123K. Wraz z modelami A50 i A80 (technicznie spokrewniony z modelem Touring) były tworzone z myślą o eksporcie, oferowany na rynkach Europy i Australii (tam oferowany jako autobus szkolny) poprzez sieć dystrybucyjną Scanii.

### Europa
W Europie, rodzinę A30/A50/A80 zaprezentowano podczas targów Busworld w Kortrijk. Producent kategoryzował A30, w zależności od rynku, jako autobus międzymiastowy/szkolny, kombi o wszechstronnym przeznaczeniu i potencjale na weekendowy ruch czarterowy. Z myślą o brytyjskim rynku, prezentował prototyp z układem siedzeń 3+2 bez sukcesu. Holenderska firma EBS nabyła (stan na rok 2012) 47 pojazdów. Premiera A30 na polskim rynku miała miejsce w 2012 r podczas targów TRANSEXPO. Zapowiedź wdrożenia modelu na rynek szwedzki pojawiła się w listopadzie 2013 r., szersza publiczność mogła zobaczyć pojazd podczas Targów Transportu Pasażerskiego (Persontrafikmässan) w Sztokholmie jesienią 2014 r. W Norwegii został przetestowany zimą, z dobrymi rezultatami. Wyposażenie pojazdu obejmowało półki na bagaż, bagażnik o pojemności 7-8 m³ (w zależności od wariantu długości) , klimatyzację Konvecta, zbiornik paliwa o pojemności 310 l. W ofercie znajdowała się wersja zasilana biogazem. Zyskał popularność we Francji, Skandynawii. W 2013 r zmodernizowano model A30, - zmianom uległ silnik na mocniejszy o pojemności 9 litrów o mocy 360 KM. A30 został zaoferowany z możliwością instalacji windy dla niepełnosprawnych (na rynku francuskim we współpracy z firmą Metalic). Sprzedaż modelu znacząco wzrosła w stosunku do 2013 r. Do marca lub września dostarczono 10 pojazdów. Do końca roku planowano 60 rejestracji we Francji. Występowały trzy wersje - 12, 12,5 i 13 m. Manualna skrzynia 8-biegowa GR875 lub zautomatyzowany Opticruise 2. Na rynku francuskim stanowił konkurencję dla modelu Starter S/L lokalnego Fast Concept Car, i alternatywę - w czasie zawieszenia jego produkcji.  Norweskie przedsiębiorstwo L/L Setesdal Bilruter zamówiło modele Citywide, OmniExpress 320 i 340 i Higer A30 w łącznej liczbie 114 pojazdów, co stanowiło największe (na rok 2014) zamówienie Norsk Scania. Polskie przedstawicielstwo Scanii zakładało na rok 2014 sprzedaż na poziomie 15 sztuk.
Sprzedaż we Francji została prawdopodobnie zakończona w 2019 r. Na rok 2021 r sprzedaż modelu A30 była określana mianem stabilnej. Doczekał się odświeżenia gamy silnikowej dostosowanej do wymagań nowych norm emisji spalin Euro 6.  W 2022 r, w zależności od rynku, model oferowano wraz z następcą T50. W okolicach 2024 r zniknął z oferty europejskich rynków na rzecz modelu T50.

### Australia
Pierwszy egzemplarz A30 w Australii pojawił się w 2010 r ciesząc się sporą popularnością wśród przewoźników szkolnych i czarterowych. Masowość i szybki czas dostawy wynoszący cztery tygodnie, stanowiły atut dla przewoźników. Higer zapewniał dostawę pojazdów pod indywidualne wymogi klienta względem długości i wysokości. Model A30 w Australii był oferowany w wersji 49, 53 i 57-osobowej. Prasa wskazywała za zalety wysoką jakość wykonania, wytrzymałość konstrukcji w tamtejszych warunkach i prowadzenie pojazdu. Przed dostawą, klient wskazywał dodatkowe wyposażenie w postaci foteli, kamery cofania, portów USB i elektronicznych systemów nawigacyjnych. Model A30 doczekał się odświeżenia silnika na spełniający wymogi Euro 6, oraz wyposażenia, w tym cyfrowego kokpitu i zaawansowanych systemów bezpieczeństwa kierowcy i pasażerów. W 2024 r celebrowano dostarczenie łącznie 500 pojazdów A30 i Touring. 

## Dane techniczne (Australia)
| Nazwa           | Scania-Higer A30 (Australia) | Scania-Higer A30 (Australia) |
| Podwozie        | Scania K310 IB 4x2 | |
| --------------- | --- | --- |
| Liczba miejsc   | 48-57 | 54 - 63 |
| Silnik          | Scania DC09 Euro 5, 5 cylindrów, 310 KM | Scania DC13 Euro 5, 6 cylindrów, 400-440 KM |
| Skrzynia biegów | automatyczna ZF 6AP1700B, 6 biegów; Hydrauliczny retarder | manualna Scania GR875 Opticruise, 8 biegów |
| Zawieszenie     | Elektroniczna regulacja poziomu; Poduszki powietrzne - 2 na przód i 4 na tył; Stabilizator - przód i tył; Funkcja przyklęku | Elektroniczna regulacja poziomu; Poduszki powietrzne - 2 na przód i 4 na tył; Stabilizator - przód i tył; Funkcja przyklęku |
| Hamulce         | tarczowe; ABS; EBS | tarczowe; ABS; EBS |
| Elektryka       | Alternator: 2x150 A; Napięcie: 24 V; Akumulator: 2x 12 V 225 aH | Alternator: 2x150 A; Napięcie: 24 V; Akumulator: 2x 12 V 225 aH |
| Opony           | Michelin 295/80 XZE2 | Michelin 295/80 XZE2 |
| Zbiornik paliwa | 310 litrów | 600 litrów |
| Wyposażenie     | Ergonomiczna deska rozdzielcza kierowcy; Regulowana kolumna kierownicy z możliwością pochylenia i wysokości; System Scania Communicator; Podwozie o ładowności technicznej 19 500 kg; Tempomat; Elektrycznie sterowane rolety kierowcy; Kamera cofania z ekranem LCD; Dedykowana klimatyzacja kierowcy; Zamykany schowek pod fotelem kierowcy; Wielofunkcyjny fotel kierowcy ISRI o udźwigu 150 kg; Solidne bagażniki ze zintegrowanymi światłami LED; Aluminiowa podłoga w koszach bagażowych; System klimatyzacji Konvekta; Przyciemniane szyby; Ogrzewanie podłogowe; Zabezpieczenie dostępu do zbiornika paliwa; Skrzynka narzędziowa; Zasilanie 12 V; Przednie i tylne światła przeciwmgielne; Podłoga winylowa; Podnoszone nadkola zgodne z kategorią 3 i 4 TFNSW; Bezpieczny, zawiasowy korek wlewu paliwa; Funkcja Hill Hold; Kontrola prędkości zjazdu ze wzniesienia (dostępna ze skrzynią biegów Opticruise); Zdalne uruchamianie/zatrzymywanie silnika w komorze silnika; Odłącznik akumulatora w desce rozdzielczej; Obrotowe światła sygnalizacyjne montowane na dachu; System ostrzegania o uruchomieniu silnika; Gaśnice; Apteczki pierwszej pomocy; Konfigurowalny wyświetlacz deski rozdzielczej przez kierowcę; Przewody powietrza 10 mm; Scania Assistance; Kliny pod koła; Wskaźniki niedokręcenia nakrętek kół; Zestaw naklejek ostrzegawczych Opcje: Szeroki wybór foteli; Zasłony; DVD i tachograf; Osłona przedniej szyby; Monitoring; Radio UHF/dwukierunkowe; Orurowanie; Dostępna wersja do zastosowań górniczych (48-53 miejsca); System wstępnego oczyszczania powietrza z wtryskiwaczy elektronicznych; Dostępne programy przeglądów i napraw; Scania Assistance; Ogrzewanie układu chłodzenia Webasto z silnikiem Diesla; Monitorowanie ciśnienia w oponach; System usuwania pyłu z filtra powietrza | Ergonomiczna deska rozdzielcza kierowcy; Regulowana kolumna kierownicy z możliwością pochylenia i wysokości; System Scania Communicator; Podwozie o ładowności technicznej 19 500 kg; Tempomat; Elektrycznie sterowane rolety kierowcy; Kamera cofania z ekranem LCD; Dedykowana klimatyzacja kierowcy; Zamykany schowek pod fotelem kierowcy; Wielofunkcyjny fotel kierowcy ISRI o udźwigu 150 kg; Solidne bagażniki ze zintegrowanymi światłami LED; Aluminiowa podłoga w koszach bagażowych; System klimatyzacji Konvekta; Przyciemniane szyby; Ogrzewanie podłogowe; Zabezpieczenie dostępu do zbiornika paliwa; Skrzynka narzędziowa; Zasilanie 12 V; Przednie i tylne światła przeciwmgielne; Podłoga winylowa; Podnoszone nadkola zgodne z kategorią 3 i 4 TFNSW; Bezpieczny, zawiasowy korek wlewu paliwa; Funkcja Hill Hold; Kontrola prędkości zjazdu ze wzniesienia (dostępna ze skrzynią biegów Opticruise); Zdalne uruchamianie/zatrzymywanie silnika w komorze silnika; Odłącznik akumulatora w desce rozdzielczej; Obrotowe światła sygnalizacyjne montowane na dachu; System ostrzegania o uruchomieniu silnika; Gaśnice; Apteczki pierwszej pomocy; Konfigurowalny wyświetlacz deski rozdzielczej przez kierowcę; Przewody powietrza 10 mm; Scania Assistance; Kliny pod koła; Wskaźniki niedokręcenia nakrętek kół; Zestaw naklejek ostrzegawczych Opcje: Szeroki wybór foteli; Zasłony; DVD i tachograf; Osłona przedniej szyby; Monitoring; Radio UHF/dwukierunkowe; Orurowanie; Dostępna wersja do zastosowań górniczych (48-53 miejsca); System wstępnego oczyszczania powietrza z wtryskiwaczy elektronicznych; Dostępne programy przeglądów i napraw; Scania Assistance; Ogrzewanie układu chłodzenia Webasto z silnikiem Diesla; Monitorowanie ciśnienia w oponach; System usuwania pyłu z filtra powietrza |